# Josef Niesner, Mechanische Werkstätte
Josef Niesner, Mechanische Werkstätte war ein Hersteller von Motorrädern und Automobilen aus Österreich-Ungarn.

## Unternehmensgeschichte
Der Ingenieur Josef Niesner gründete 1900 in Wien ein Maschinenbauunternehmen. Der Firmensitz war an der Schmalzhofgasse 10 im 6. Wiener Gemeindebezirk. Im gleichen Jahr stellte er Automobile her. Der Markenname lautete Niesner. 1905 wurde daraus die Firma Josef Niesner, Mechanische Werkstätte. Ab 1905 entstanden Motorräder. 1911 endete die Produktion. Nach dem Ersten Weltkrieg war Niesner als Vertreter für Norton-Motorräder sowie als Motorradrennfahrer tätig.

## Fahrzeuge

### Automobile
Dabei handelte es sich um Kleinwagen. Für den Antrieb sorgte ein Zweizylindermotor.

### Motorräder
Für den Antrieb der Motorräder sorgten Einbaumotoren von Minerva Motors und den Fafnir-Werken. Dabei handelte es sich um Ein- und Zweizylindermotoren mit 3, 3,5 und 5 PS Leistung.